# Maximiliano Ré
Maxi Ré (nacido el 23 de marzo de 1987 en Rosario) es un exfutbolista argentino. Se desempeñaba como mediocampista y su primer club fue Rosario Central.

## Carrera
Formado en las divisiones inferiores de Rosario Central, tuvo su debut profesional en la segunda fecha del Torneo Clausura 2007, el 18 de febrero, ante Boca Juniors,  igualdad en un tanto. Su participación con la camiseta canalla en primera se limitó a dos encuentros más. A mediados de 2007 pasó a Siena de Italia junto a su hermano Federico. Allí se integró a los juveniles del cuadro italiano, teniendo la oportunidad de jugar un partido en primera durante la temporada 2007-08. En 2009 fue cedido a préstamo a Colligiana, equipo del ascenso, tras lo cual quedó libre y se trasladó a jugar a España. Allí vistió las casacas de Ibiza, Izarra y Santa Eulalia. En 2012 retornó a Rosario para jugar en Tiro Federal, en el Torneo Argentino A. Luego de dos temporadas en el Tigre de Ludueña jugó en Ferro de Pico, firmando en 2015 para Coronel Aguirre de Villa Gobernador Gálvez, en el Torneo Federal B. En 2016 fichó por General Belgrano de Santa Isabel, disputando el campeonato de primera división de la Liga Venadense de Fútbol. En 2017 jugó primeramente por Estudiantes de Río Cuarto y luego por Sport Club Cañadense.

## Clubes
| Club                              | País      | Año       |
| --------------------------------- | --------- | --------- |
| Rosario Central                   | Argentina | 2007      |
| Siena                             | Italia    | 2007-2008 |
| Colligiana                        | Italia    | 2009      |
| Ibiza                             | España    | 2009      |
| Izarra                            | España    | 2010      |
| Santa Eulalia                     | España    | 2010-2011 |
| Tiro Federal (Rosario)            | Argentina | 2012-2014 |
| Ferro Carril Oeste (General Pico) | Argentina | 2014      |
| Coronel Aguirre                   | Argentina | 2015      |
| General Belgrano (Santa Isabel)   | Argentina | 2016      |
| Estudiantes (Río Cuarto)          | Argentina | 2017      |
| Sport Club Cañadense              | Argentina | 2017      |